# Dr. Brain
Dr. Brain (Dr. 브레인?, Dr. Beure-inLR) è una miniserie televisiva sudcoreana ideata da Kim Jee-woon per Apple TV+ e basata sull'omonimo webtoon di Hong Jac-Ga. La serie ha debuttato il 4 novembre 2021.

## Trama
Seul. Sewon Koh è un brillante neuroscienziato, affetto da autismo, che ha perso il figlio in un'esplosione e la moglie è in coma. Il desiderio di contattare la moglie lo spingono sempre più vicino a realizzare concretamente le sue ricerche di sincronia cerebrale tra due soggetti. Quando viene sospettato dell'omicidio di Junki Lim, e testa positivamente la procedura, si troverà coinvolto in un mistero che avvolge suo figlio, che sembra essere ancora vivo e vuole ritrovare, e il dott. Myung, il dottore che lo ha cresciuto dopo che sua madre è morta in un incidente quando era bambino.

## Puntate
| nº | Titolo originale | Titolo italiano | Pubblicazione    |
| -- | ---------------- | --------------- | ---------------- |
| 1  | 1회              | Capitolo 1      | 3 novembre 2021  |
| 2  | 2회              | Capitolo 2      | 12 novembre 2021 |
| 3  | 3회              | Capitolo 3      | 19 novembre 2021 |
| 4  | 4회              | Capitolo 4      | 25 novembre 2021 |
| 5  | 5회              | Capitolo 5      | 3 dicembre 2021  |
| 6  | 6회              | Capitolo 6      | 10 dicembre 2021 |

### Capitolo 1
- Titolo originale: 1회
- Diretto da: Kim Jee-woon
- Scritto da: Kim Jin A, Koh YoungJae, Kim Jee-woon

#### Trama
Seul, 1992. Sewon è un bambini particolare e dopo aver creato problemi all'asilo viene consigliato a sua madre di farlo seguire da professionisti, in ospedale i medici trovano un bambino con grandi capacità intellettive ma nessuna abilità a socializzare, ovvero effetto da autismo, e le cure che offrono sono molto costose. Usciti dall'ospedale Sewon attraversa la strada con la sua bici mentre la madre, attardata e in pensiero per il futuro del figlio, viene investita davanti ai suoi occhi, perdendo la vita. Portato in ospedale per accertamenti, i medici si accorgono che Sewon è particolare e, quando gli chiedono se si ricorda cosa è successo, lui riesce a descrivere particolari che nessuno sarebbe riuscito a scorgere, come il numero di targa e cosa indossava l'autista che ha investito la madre. Questa esperienza traumatica ha portato Sewon a specializzarsi come neurologo, studiando nel dettaglio il funzionamento del cervello e ipotizzando la possibilità di una sincronia cerebrale, che ha intenzione di testare in un esperimento. Quando finalmente ottiene un risultato nei suoi esperimenti, apprende che la sincronia avviene solo quando il soggetto che passa l'informazione muore, lui vuole testarla su un cadavere umano trasferendo i ricordi in sé stesso ma il suo staff e l'equipe medica sono contrari e gli chiedono di rallentare. L'unico che vuole aiutarlo nell'esperimento è Namil, con il quale va in un obitorio per testare la procedura che viene interrotta quando Sewon rischia la vita. Tornato a casa viene fermato da un investigatore privato, Kangmu Lee, che gli chiede se conosce un certo Junki Lim per poi andarsene, la mattina seguente il tenente Jiun Choi e un collega si presentano a casa di Sewon cercando la moglie poiché Junki Lim, un uomo che la moglie conosceva, è stato assassinato. Sewon rintraccia il luogo dove è tenuto il cadavere di Junki Lim ed esegue la procedura di sincronia cerebrale, inizialmente sembra non aver trasferito nulla, ma Sewon inizia a comportarsi diversamente comprendendo che non vengono trasferiti solo i ricordi. Tornato a casa prova la procedura su Jaeyi per trovare Doyoon.
- Durata: 62 minuti
- Guest star: June Yoon (dott. Myung), Jo Bok-rae (sergente Park), Mina An (Yoojin), Jeon So-ni (reporter), Kim Joo-heon (Junki Lim)

### Capitolo 2
- Titolo originale: 2회
- Diretto da: Kim Jee-woon
- Scritto da: Kim Jin A, Koh YoungJae, Kim Jee-woon

#### Trama
Sewon è costretto ad interrompere la procedura di sincronizzazione con la moglie quando lei ha una complicanza, inizialmente crede di aver visto solo alcune sue fantasie ma poi ha allucinazioni che sono ricordi di Jaeyi. Intenzionato a trovare il figlio contatta Kangmu Lee per scoprire il legame tra la moglie e Junki Lim, lui rivela che si erano conosciuti in una clinica per bambini poi lo accompagna alla casa di Junki. Una volta arrivati Sewon entra utilizzando il codice per aprire la porta d'ingresso e camminando lungo il corridoio vede il ricordo dell'assassinio. Nel frattempo Jiun Choi, che è in obitorio, viene aggiornata dal patologo sulle cause della morte di Junki, scoprendo che l'assassino è esperto nel maneggiare coltelli, e che ha trovato un foro sulla testa fatto molto tempo dopo la morte dell'uomo, Jiun è sempre più convinta della colpevolezza di Sewon. Sewon spiega a Kangmu come funzionano i ricordi acquisiti prima di vedere il momento la moglie consegna il proprio gatto a Heejin perché Doyoon non c'è più, ma lei le dice di aver visto Doyoon quella stessa mattina. Usciti dall'abitazione di Junki i due trovano il corpo esanime di un gatto, Sewon riconosce Mika e la raccoglie per sincronizzarsi con lei. L'indomani si reca all'abitazione della nonna di Heejin trovando sul posto giornalisti e polizia, scoprendo così che la signora, il figlio e Heejin sono scomparsi, poi si rende conto che può vedere come Mika e riesce a leggere la targa dell'auto che fuggiva dalla casa di Junki e chiede a Jiun di rintracciare il proprietario, più tardi viene informato che il veicolo è di Kangmu e che non può essere l'assassino di Junki perché deceduto qualche giorno prima dell'assassinio.
- Durata: 51 minuti
- Guest star: Jo Bok-rae (sergente Park), Lee Juwon (il risolutore), Kim Joo-heon (Junki Lim), Um Tae-gu (Taegu)

### Capitolo 3
- Titolo originale: 3회
- Diretto da: Kim Jee-woon
- Scritto da: Kim Jin A, Koh YoungJae, Kim Jee-woon

#### Trama
Kangmu si presenta a casa di Sewon che gli racconta cosa ha scoperto su lui e la sua auto, poi intuisce che quello che vede potrebbe essere un'allucinazione e che il primo cadavere con cui ha provato la sincronia cerebrale potrebbe essere Kangmu, così si dirige in obitorio che conferma la sua teoria. Credendo che non si tratti di una coincidenza chiede a Namil di incontrarlo, non sapendo che una terza persona ha ascoltato la loro telefonata, poi con la presenza di Kangmu vanno sul luogo dove è morto e vede i suoi ultimi ricordi, scoprendo che un'altra auto lo ha speronato mandandolo fuori strada prima di assassinarlo. Arrivato al ristorante dove si sono dati appuntamento, Sewon viene preso in consegna dai due uomini che hanno assassinato Kangmu e, mentre stanno lasciando il centro commerciale, Sewon riesce a sfuggire in un corridoio senza uscita e, grazie alle abilità acquisite di Mika, riesce a sfuggire anche a degli spari, uditi da Jiun che interviene in soccorso di Sewon. Uno dei due delinquenti riesce a scappare mentre l'altro viene colpito mortalmente da Jiun che viene convinta da Sewon a portarlo nel suo laboratorio per eseguire la sincronizzazione, durante il viaggio la informa su cosa ha scoperto e lei gli chiede di fornirle delle prove concrete, così si sottopone ad un test con la macchina della verità che viene sfalsato dai ricordi acquisiti dalle altre persone. Colpita dalle parole di Sewon, Jiun gli consente di eseguire la sincronia con la quale Sewon vede che il ragazzo, anche se gli era stato ordinato di liberarsi di Heejin, a chiesto alla sua ragazza, Mina, si nasconderla e prendersi cura di lei. Sewon, Jiun e Park si dirigono al negozio di the per trovare Mina e Heejin, non trovando la bambina interrogano Heejin che li informa che è scappata da casa sua in un momento in cui lei era uscita. Scattano le ricerche a tappeto nel bosco vicino, solo durante la notte viene ritrovata Heejin e portata in ospedale. Sewon le chiede quando ha visto Doyoon l'ultima volta e lei disegna quell'istante.
- Durata: 60 minuti
- Guest star: Teo Yoo (segretario Yoon), Jo Bok-rae (sergente Park), Lee Juwon (il risolutore), Mina An (Yoojin), Um Tae-gu (Taegu)

### Capitolo 4
- Titolo originale: 4회
- Diretto da: Kim Jee-woon
- Scritto da: Kim Jin A, Koh YoungJae, Kim Jee-woon

#### Trama
Sewon si convince che suo figlio è vivo quando guardando il disegno di Heejin nota delle foglie autunnali a terra, spiegando a Jiun il significato ma lei non è molto convinta e lo riporta a casa precisando che lui è ancora il sospettato principale per la morte di Junki Lim e che due agenti lo tengono osservato, Sewon le chiede di indagare su Namil che non lo vede da quando non si è presentato all'incontro. Sewon decide di cercarlo alla casa vacanza, prima però si libera dei due poliziotti, dove vede i ricordi di Junki con Jaeyi e i momenti dell'incendio. Nel frattempo l'altro delinquente si reca a casa della madre di Namil per cercarlo con la forza mentre il suo capo irrompe nella casa di Sewon staccando l'ossigeno a Jaeyi, poi riceve un messaggio e rientra non prima di aver riattaccato l'ossigeno e assicurarsi di non aver lasciato tracce. Sewon vede dalla prospettiva di Taegu entrare nella sua casa vacanza, narcotizzare Doyoon e piazzare il cadavere di un altro bambino per la polizia, e rapirlo facendo poi esplodere la casa. Sewon decide quindi di disseppellire la bara del figlio per prelevare del dna da confrontare e avere la certezza che quel bambino non è suo figlio. Jiun e Park vanno a casa di Namil e, non ricevendo risposta ma notando un movimento all'interno, entrano e parlano con la madre di Namil ma non riescono ad arrestare il malvivente che era con lei, partono quindi alla ricerca di Namil per proteggerlo. Sewon, una volta analizzato il dna e scoperto che non è suo figlio, ma un altro bambino autistico, informa Jiun prima di partire per il Saers Children's Clinic dove Jaeyi portava Doyoon, gli chiede di parlare con il medico di Doyoon e lo fanno accomodare e in quel momento vede sulla vetrata la farfalla disegnata da Heejin e decide di entrare per cercarlo. Arrivato all'ambulatorio della dott.ssa Hyun chiede la cartella clinica del figlio e lei sembra essere disponibile, finge di cercarla senza riuscirci per poi allontanarsi, Sewon cerca nell'ambulatorio trovando una foto sospetta, mentre la dottoressa torna con due infermieri che non sembrano benevoli.
- Durata: 55 minuti
- Guest star: Teo Yoo (segretario Yoon), Lee El (dott.ssa Hyun Soo Jung), Jo Bok-rae (sergente Park), Lee Juwon (il risolutore), Mina An (Yoojin), Kim Joo-heon (Junki Lim), Um Tae-gu (Taegu)

### Capitolo 5
- Titolo originale: 5회
- Diretto da: Kim Jee-woon
- Scritto da: Kim Jin A, Koh YoungJae, Kim Jee-woon

#### Trama
La fotografia ritrae il dott. Myung con Namil, la dott.ssa Hyun e altri medici che Sewon conosce, poi lui riesce a fuggire prima di essere preso dagli infermieri. Jiun e Park arrivano in un complesso di templi e si dividono per cercare Namil, Park lo trova in tempo per permettergli di fuggire, ma perde la vita nella colluttazione. Sewon decide di andare da Myung per cercare il figlio e, oltre a lui, trova il capo dei due delinquenti, che è il segretario Yoon, poi Myun gli racconta quello che ha fatto negli anni passati. Myung rivela a Sewon la sua idea, quella di trasferire tutte le sue conoscenza in un altro corpo scegliendo, per la sua struttura cerebrale, Doyoon, poi fa narcotizzare Sewon. Nel frattempo Namil viene interrogato in centrale da Jiun e le racconta degli esperimenti cinici svolti da Myung, Hyung e Yoojin, il motivo per il quale sono rientrati in Corea e come sono proseguiti gli esperimenti, fino alla morte di Kangmu Lee e di come ha usato intenzionalmente il suo corpo per la prima sincronizzazione di Sewon. Jiun va da un recupera crediti per cercare informazioni sul secondo malvivente e scatta un inseguimento, Jiun lo perde di vista, ma fa mettere posti di blocco su tutte le strade in uscita, mentre il malvivente informa Yoon, che manda tre persone ad assassinarlo senza riuscirci. Una volta ripreso, Sewon chiede aiuto a Namil per potersi sincronizzare in sicurezza con la moglie e trovare un indizio su dove possa essere Doyoon prima che sia troppo tardi.
- Durata: 57 minuti
- Guest star: June Yoon (dott. Myung), Teo Yoo (segretario Yoon), Lee El (dott.ssa Hyun Soo Jung), Jo Bok-rae (sergente Park), Lee Juwon (il Risolutore), Mina An (Yoojin), Kim Joo-heon (Junki Lim)

### Capitolo 6
- Titolo originale: 6회
- Diretto da: Kim Jee-woon
- Scritto da: Kim Jin A, Koh YoungJae, Kim Jee-woon

#### Trama
Sewon tenta in ogni modo possibile di far capire a Jaeyi che è sincronizzato con lei e quando capisce prende una difficile decisione per aiutarlo a trovare Doyoon. Una volta ripreso conoscenza, Sewon trova la chiavetta usb che Jaeyi aveva nascosto e ne guarda il contenuto, poi informa Jiun con la quale trova un possibile luogo dove potrebbe essere tenuto Doyoon, un bunker smantellato. Nel bunker tutto è pronto per trasferire la mente di Myung in quella di Doyoon e viene arrivata la procedura, nel frattempo Sewon, Namil e Jiun raggiungono il bunker ed entrano, non sapendo che sono stati anticipati dal "risolutore" che vuole vendicarsi su Yoon. Mentre Jiun si occupa del "risolutore", Sewon e Namil tentano di salvare Doyoon, ma, quando sono visti, Hyun anticipa il processo di sincronizzazione. Sewon capisce che la mente di Myung prenderà il sopravvento su quella del figlio e decide di entrare anche lui in sincronizzazione per aiutare il figlio. Una volta liberata la mente di Doyoon, Sewon riprende conoscenza, ma si trova bloccato all'interno della camera di sincronizzazione e decide di proteggerlo con il proprio corpo dall'esplosione causata dalla sovralimentazione. Fortunatamente entrambi restano illesi, Doyoon si risveglia e possono tornare a casa.
- Durata: 71 minuti
- Guest star: June Yoon (dott. Myung), Teo Yoo (segretario Yoon), Lee El (dott.ssa Hyun Soo Jung), Lee Juwon (il Risolutore), Mina An (Yoojin), Kim Joo-heon (Junki Lim)

## Personaggi e interpreti

### Principali
- Sewon Koh, interpretato da Lee Sun-kyun, doppiato da Massimo Bitossi.
Neuroscienziato autistico che proverà a trovare suo figlio, che credeva essere deceduto in un incendio, e si troverà immischiato in un omicidio di cui viene sospettato dalla polizia.
- Jaeyi Jung, interpretata da Lee Yoo-young, doppiata da Erica Necci.
Moglie di Sewon che dopo aver provato a suicidarsi, spinta dalla perdita del figlio, vive in stato vegetativo in un'area isolata di sua casa.
- Kangmu Lee, interpretato da Park Hee-soon, doppiato da Alessandro Parise.
Investigatore privato ingaggiato da Junki Lim.
- Tenente Jiun Choi, interpretata da Seo Ji-hye, doppiata da Perla Liberatori.
Poliziotta di Seul che lavora sul caso dell'assassinio di Junki Lim.
- Namil Hong, interpretato da Lee Jae-won, doppiato da Gianluca Crisafi.
Scienziato che lavora con Sewon alla sincronizzazione cerebrale.

### Ricorrenti
- Dott. Myung, interpretato da June Yoon, doppiato da Raffaele Palmieri.
Dottore che ha accolto Sewon in casa sua dopo la morte della madre.
- Yoojin, interpretata da Mina An, doppiata da Barbara Pitotti.
Receptionist al Saers Children's Clinic, in precedenza ha lavorato con il dott. Myung, la dott.ssa Hyun e Namil come ricercatrice nelle scienze neurologiche.
- Segretario Yoon, interpretato da Teo Yoo, doppiato da Gabriele Marchingiglio.
Segretario personale del dott. Myung.
- Sergente Park, interpretato da Jo Bok-rae, doppiato da Daniele Raffaeli.
Lavora con Jiun Choi al caso di Junki Lim.
- Heejin Lim, interpretata da Hanchoi, doppiata da Sofia Fronzi.
Figlia di Junki Lim.
- Junki Lim, interpretato Kim Joo-heon, doppiato da Michele Mancuso.
Padre di Heejin Lim.
- Doyoon Koh, doppiato da Gabriele Piancatelli.
Figlio di Sewon e Jaeyi.
- Sewon da bambino, doppiato da Gabriele Piancatelli.
- Il Risolutore, interpretato da Lee Juwon, doppiato da Emiliano Reggente.
Delinquente che insieme a Taegu ha assassinato Junki Lim e Kangmu Lee, oltre che aver rapito Doyoon per conto di Yoon.
- Mina Song, interpretata da Park Ji-ye, doppiata da Emanuela Ionica.
Fidanzata di Taegu che lo ha aiutato a nascondere Heejin.
- Taegu, interpretato da Um Tae-gu, doppiato da Gabriele Vender.
Delinquente che, con l'aiuto del "risolutore", ha assassinato Junki Lim e Kangmu Lee ma ha chiesto aiuto a Mina per nascondere Heejin.
- Dott.ssa Hyun Soo Jung, interpretata da Lee El, doppiata da Gaia Bolognesi.

## Distribuzione
Dr. Brain ha debuttato il 4 novembre 2021 sulla piattaforma di video on demand Apple TV+, in tutti i paesi in cui il servizio è disponibile.

### Edizione italiana
La direzione del doppiaggio è di Perla Liberatori e i dialoghi italiani sono curati da Sacha Pilara per conto della Dubbing Brothers Int. Italia che si è occupata anche della sonorizzazione.

## Accoglienza

### Critica
Sull'aggregatore di recensioni Rotten Tomatoes la serie riceve il 63% delle recensioni professionali positive, mentre su Metacritic ha un punteggio di 71 su 100 basato su 11 recensioni.

## Riconoscimenti
- International Emmy Award
  - 2022 – Candidato per il miglior attore a Lee Sun-kyun[6][7]